# Adenolisianthus arboreus
Adenolisianthus arboreus là một loài thực vật có hoa trong họ Long đởm. Loài này được (Spruce ex Progel) Gilg mô tả khoa học đầu tiên năm 1895.